# Diplodus bellottii
Diplodus bellottii és un peix teleosti de la família dels espàrids i de l'ordre dels perciformes.

## Morfologia
Pot arribar als 30 cm de llargària total.

## Distribució geogràfica
Es troba a les costes de l'Atlàntic oriental (des del sud de la península Ibèrica fins a Cap Verd).